# Bicarbonat de calciu
Bicarbonatul de calciu este un compus anorganic cu formula chimică Ca(HCO3)2. Soluția sa apoasă conține ioni de calciu (Ca2+), bicarbonat (HCO−
3) și carbonat (CO2−
3), dar și dioxid de carbon (CO2) dizolvat.